# Grade

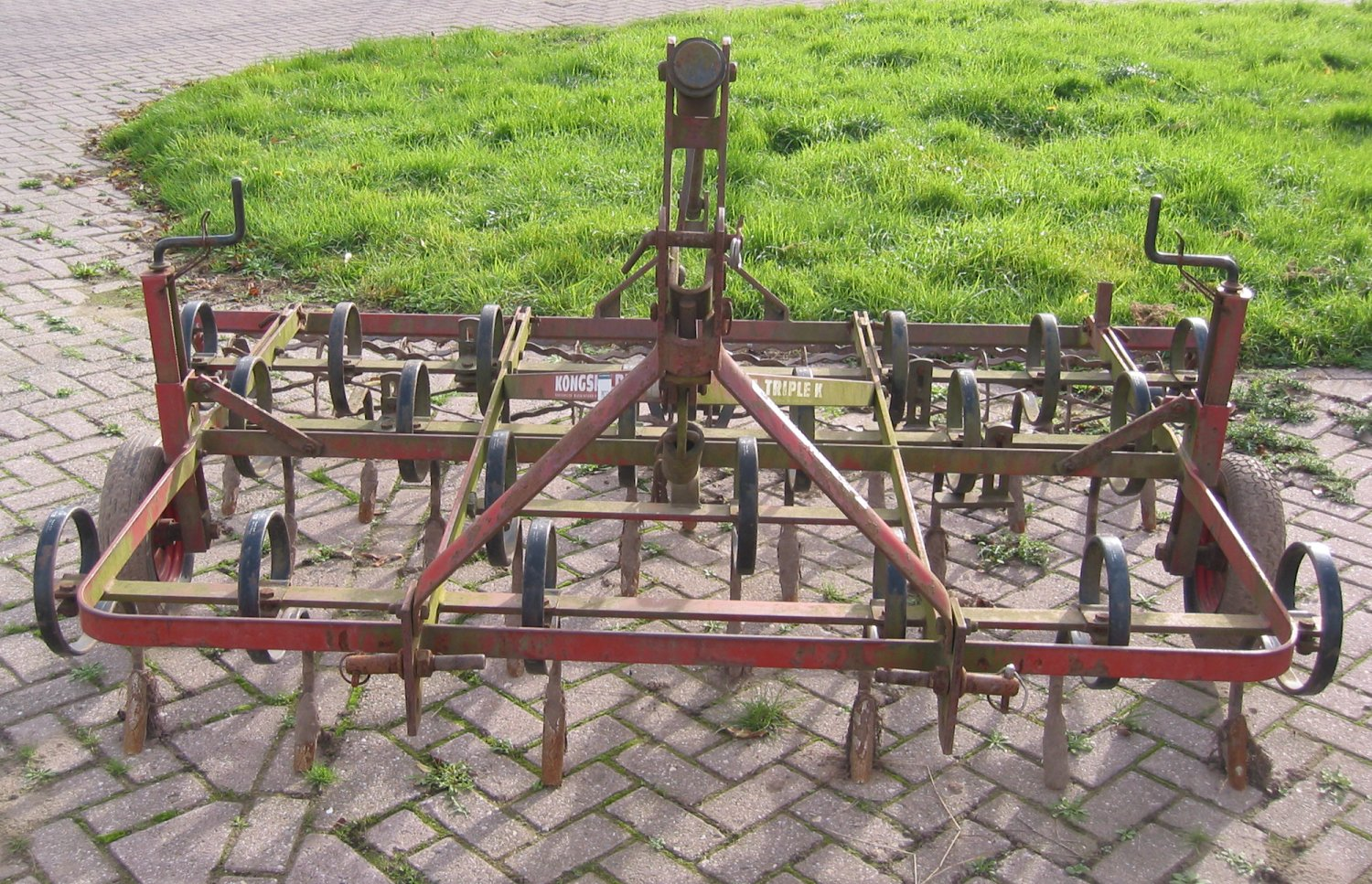
Uma grade

A grade é um utensílio utilizado na agricultura. É constituído por traves de madeira ou ferro, com pontas de ferro na parte inferior. Ao ser arrastado, ajuda a aplanar, quebrar fragmentos de terra e cobrir as sementes em terrenos já lavrados e semeados. Começou a ser utilizado na Idade Média, na Europa.